# KAORI (AV女優)
KAORI（日语：かおり，1978年5月8日—），日本前AV女優、前賽車女郎、前寫真偶像。
出身於千葉縣。

## 簡歷
以 森嶋かおり（もりしま かおり）為藝名去進行活動。
2000年和2001年分別在「5ZIGEN」和「シグマテックレーシング」當過賽車女郎，並受到凹版雜誌的關注。
2001年9月以寫真集『bé cat』和印象影片『森嶋かおり』來正式出道。
2002年以藝名 KAORI而廣為人知。 
2009年12月在MUTEKI從AV界出道。
2019年5月從AV界畢業。

## 外部連結
- KAORI的X（前Twitter）（2015年2月 - ）

※下面為18禁網站
- KAORI（森嶋かおり） オフィシャルブログ （页面存档备份，存于） - 官方部落格
- KAORI（森嶋かおり） 所屬事務所 （页面存档备份，存于）